# Mistrovství světa ve vodním slalomu 1955
Mistrovství světa ve vodním slalomu 1955 se uskutečnilo ve jugoslavském (nynější Slovinsko) Tecenu pod záštitou Mezinárodní kanoistické federace. Jednalo se o 4. mistrovství světa ve vodním slalomu.

## Muži

### Kánoe
| Závod       | Zlato | Body  | Stříbro | Body  | Bronz | Body  |
| C1          | Vladimír Jirásek (TCH)                                                                                   | 244.0 | Luděk Beneš (TCH)                                                                                              | 262.0 | Karl-Heinz Wozniak (GDR)                                                                                    | 284.5 |
| C1 družstvo | Československo Vladimír Jirásek Jiří Hradil Luděk Beneš                                                  | 362.0 | Východní Německo Karl-Heinz Wozniak Dieter Fritzsche Manfred Schubert                                          | 617.5 | Švýcarsko Roland Bardet Jean-Claude Tochon Robert Inhelder                                                  | 858.0 |
| C2          | Francie Claude Neveu Roger Paris                                                                         | 270.9 | Východní Německo Dieter Friedrich Horst Kleinert                                                               | 272.2 | Československo František Hrabě Jiří Kotana                                                                  | 285.3 |
| C2 družstvo | Československo František Hrabě a Jiří Kotana Vladimír Lánský a Josef Hendrych Rudolf Flégr a Milan Řehoř | 409.7 | Východní Německo Dieter Friedrich a Horst Kleinert Dieter Göthe a Helmut Weise Franz Brendel a Günter Grosswig | 515.8 | Rakousko Wolfram Steinwendtner a Bruno Kerbl Harry Jarosch a Eduard Haider Alfred Falkner a Richard Schauer | 718.9 |

### Kajak
| Závod       | Zlato                                                             | Body  | Stříbro                                               | Body  | Bronz                                                           | Body  |
| K1          | Sigi Holzbauer (FRG)                                              | 223.5 | Miloslav Duffek (SUI)                                 | 231.2 | Jože Ilija (YUG)                                                | 243.0 |
| K1 družstvo | Západní Německo Manfred Vogt Sigi Holzbauer Alois Würfmannsdobler | 326.6 | Rakousko Robert Fabian Rudolf Klepp Eduard Radelspöck | 395.0 | Československo Dimitrij Skolil Vladimír Cibák Zdeněk Matějovský | 402.2 |

## Ženy

### Kajak
| Závod       | Zlato                                                             | Body  | Stříbro                                                                   | Body  | Bronz                                                        | Body  |
| K1          | Rosemarie Biesingerová (FRG)                                      | 350.5 | Karin Tietzeová (GDR)                                                     | 353.4 | Eva Setzkornová (GDR)                                        | 373.0 |
| K1 družstvo | Východní Německo Eva Setzkornová Elfriede Hugoová Karin Tietzeová | 574.0 | Západní Německo Rosemarie Biesingerová Anni Reifingerová Hanni Schulteová | 696.1 | Československo Jaroslava Havlová Květa Havlová Renata Knýová |       |

## Mix

### Kánoe
| Závod | Zlato                                    | Body  | Stříbro                                | Body  | Bronz                                           | Body  |
| C2    | Československo Dana Martanová Jiří Pecka | 396.1 | Francie Simone Gavinetová René Gavinet | 461.1 | Československo Jarmila Pacherová Miroslav Čihák | 505.0 |

## Medailové pořadí zemí
| Pořadí | Země             | Zlato | Stříbro | Bronz | Celkem |
| ------ | ---------------- | ----- | ------- | ----- | ------ |
| 1      | Československo   | 4     | 1       | 4     | 9      |
| 2      | Západní Německo  | 3     | 1       | 0     | 4      |
| 3      | Východní Německo | 1     | 4       | 2     | 7      |
| 4      | Francie          | 1     | 1       | 0     | 2      |
| 5      | Rakousko         | 0     | 1       | 1     | 2      |
| 5      | Švýcarsko        | 0     | 1       | 1     | 2      |
| 7      | Jugoslávie       | 0     | 0       | 1     | 1      |
| Celkem | Celkem           | 9     | 9       | 9     | 27     |